# Rhodeus ocellatus
Rhodeus ocellatus es una especie de peces de la familia de los Cyprinidae en el orden de los Cypriniformes.

## Morfología
Los machos pueden llegar alcanzar los 6,5 cm de longitud total.

## Hábitat
Es un pez de agua dulce.

## Distribución geográfica
Es originario de Taiwán y ha sido introducido en el este de la China, en  Corea y Japón.